# 1960年のAFL
1960年のAFLは、1970年にNFLと合併したAFLの最初のシーズンである。AFLは8チームで設立され、バッファロー・ビルズ、ヒューストン・オイラーズ、ニューヨーク・タイタンズ、ボストン・ペイトリオッツの4チームが東地区、ロサンゼルス・チャージャーズ、デンバー・ブロンコス、ダラス・テキサンズ、オークランド・レイダースの4チームが西地区に所属した。
第1回AFLチャンピオンシップでヒューストン・オイラーズがロサンゼルス・チャージャーズを24対16で破り、オイラーズがAFL初代チャンピオンに輝いた。

## 概要
AFLは8チームで構成され、2つの地区に分けられ、各チームはホーム・アンド・アウェーで他の7チームと対戦し、計14試合のシーズンを戦った。そして、各地区の1位（同率首位の場合はプレイオフで決定）がチャンピオンシップで戦い、AFLチャンピオンを決定した。
AFLは1960年9月9日に開幕し、AFL最初の得点はペイトリオッツの35ヤードフィールドゴール（対デンバー・ブロンコス）によるものであった。また、プロフットボールの歴史上最初の2ポイントコンバージョンよる得点もこの週にオークランド・レイダース（対ヒューストン・オイラーズ）によって記録されている。
西地区ではデンバー・ブロンコスが開幕直後から首位を走ったが、シーズン後半は全く勝てなくなり、最終的には10勝4敗のロサンゼルス・チャージャーズが優勝をした。一方、東地区では第4週を除き、ヒューストン・オイラーズが首位を守り続け、地区優勝に輝いた。

## 順位表
| AFL東地区                | AFL東地区 | AFL東地区 | AFL東地区 | AFL東地区 | AFL東地区 | AFL東地区 | AFL東地区 | AFL東地区 | AFL東地区 | AFL東地区 | AFL東地区 |
| チーム                   | 勝        | 敗        | 分        | 勝率      | Div       | 総得点    | 総失点    | 平均得点  | 平均失点  | 得失差    |           |
| ------------------------ | --------- | --------- | --------- | --------- | --------- | --------- | --------- | --------- | --------- | --------- | --------- |
| ヒューストン・オイラーズ | 10        | 4         | 0         | .714      | 5–1       | 379       | 285       | 27.1      | 20.4      | 6.7       |           |
| ニューヨーク・タイタンズ | 7         | 7         | 0         | .500      | 2–4       | 382       | 399       | 27.3      | 28.5      | -1.2      |           |
| バッファロー・ビルズ     | 5         | 8         | 1         | .393      | 3–3       | 296       | 303       | 21.1      | 21.6      | -0.5      |           |
| ボストン・ペイトリオッツ | 5         | 9         | 0         | .357      | 2–4       | 286       | 349       | 20.4      | 24.9      | -4.5      |           |

| AFL西地区                    | AFL西地区 | AFL西地区 | AFL西地区 | AFL西地区 | AFL西地区 | AFL西地区 | AFL西地区 | AFL西地区 | AFL西地区 | AFL西地区 | AFL西地区 |
| チーム                       | 勝        | 敗        | 分        | 勝率      | Div       | 総得点    | 総失点    | 平均得点  | 平均失点  | 得失差    |           |
| ---------------------------- | --------- | --------- | --------- | --------- | --------- | --------- | --------- | --------- | --------- | --------- | --------- |
| ロサンゼルス・チャージャーズ | 10        | 4         | 0         | .714      | 5–1       | 373       | 336       | 26.6      | 24.0      | 2.6       |           |
| ダラス・テキサンズ           | 8         | 6         | 0         | .571      | 4–2       | 362       | 253       | 25.9      | 18.1      | 7.8       |           |
| オークランド・レイダース     | 6         | 8         | 0         | .429      | 2–4       | 319       | 388       | 22.8      | 27.7      | -4.9      |           |
| デンバー・ブロンコス         | 4         | 9         | 1         | .321      | 1–5       | 309       | 393       | 22.1      | 28.1      | -6.0      |           |

## プレーオフ
- AFLチャンピオンシップゲーム（1961年1月1日、テキサス州ヒューストン、ジェプセン・スタジアム）
  - ヒューストン・オイラーズ 24 - 16 ロサンゼルス・チャージャーズ